# Mobilizace v Rusku (2022)

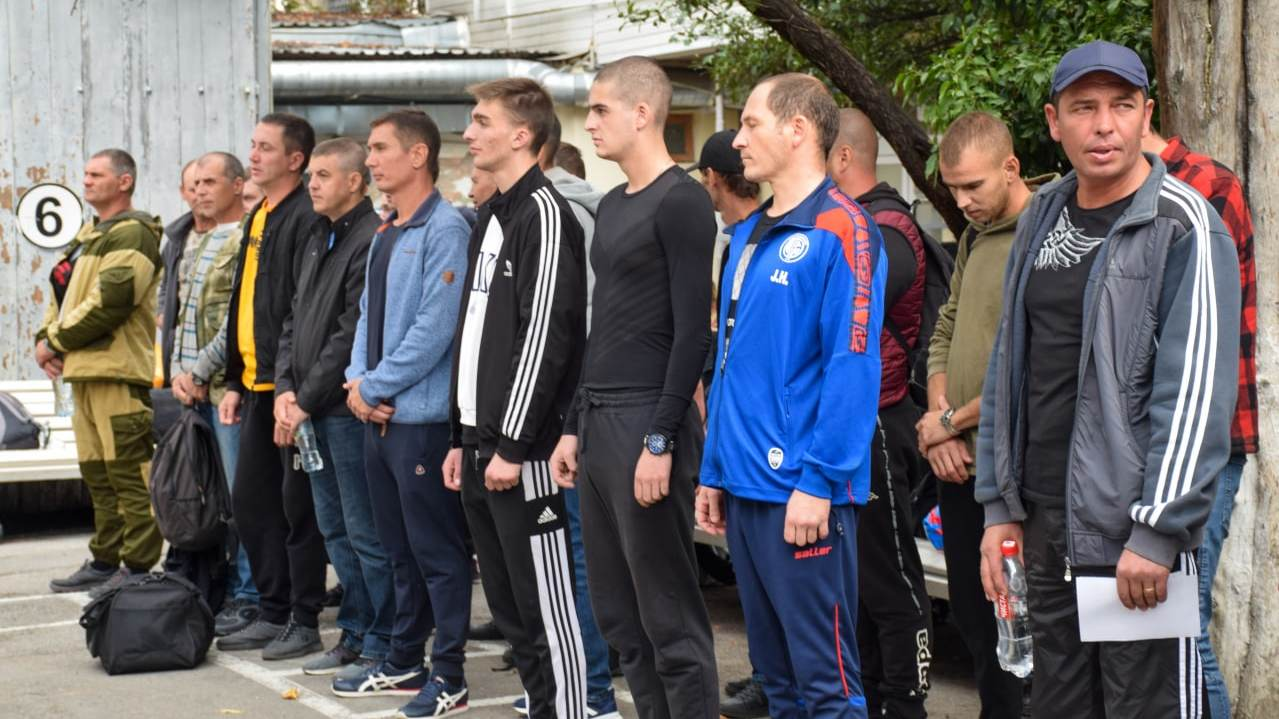
Muži při odvodu v Jaltě na Krymu

Mobilizaci v Rusku vyhlásil dne 21. září 2022 ruský prezident Vladimir Putin. Zdůvodnil ji „ochranou suverenity a územní celistvosti Ruska“. Rozhodl se pro ni krátce po úspěšné ukrajinské protiofenzívě v Charkovské oblasti a den poté, co bylo oznámeno konání referend o připojení k Rusku v okupovaných částech Ukrajiny (Luhanská a Doněcká, části Chersonské a Záporožské oblasti). Od zahájení ruské invaze na Ukrajinu tehdy uplynulo zhruba sedm měsíců. 
Putin opakovaně zdůrazňoval, že se jedná o mobilizaci „částečnou“. Podle ministra obrany Sergeje Šojgu se měla týkat 300 000 lidí a odvedeni měli být ruští občané v záloze a s vojenskou zkušeností. Vyhlášení mobilizace vyvolalo na mnoha místech v Rusku protesty, statisíce lidí zemi urychleně opustily. 
Dne 13. října, tři týdny po vyhlášení mobilizace, Rusko potvrdilo úmrtí prvních mobilizovaných mužů na frontě. Ruská redakce BBC připomněla, že ruské ministerstvo obrany na konci září slíbilo, že na frontu nepošle nevycvičené vojáky.
Někteří představitelé Ukrajiny a analytici očekávali, že Rusko v roce 2023 vyhlásí další vlnu mobilizace. Na konci března 2023 prezident Putin podepsal dekret, kterým povolal do armády 147 000 Rusů od 18 do 27 let.

## Pozadí
Prezident Ruské federace Vladimir Putin se v televizním projevu u příležitosti Mezinárodního dne žen 8. března 2022 veřejně zavázal, že do války Ruska proti Ukrajině nebudou nasazeni odvedenci, ani nedojde k povolání rezervistů do služby.
Dne 13. září téhož roku jeho tiskový mluvčí Dmitrij Peskov vydal prohlášení jímž kategoricky vyloučil možnost vyhlášení mobilizace, navzdory úspěchu ukrajinské protiofenzívy v Charkovské oblasti.

## Vyhlášení mobilizace
V mimořádném projevu dne 21. září 2022 Putin řekl, že je třeba přijmout naléhavé rozhodnutí, aby Rusko ochránilo lidi v „osvobozených zemích“. Západ podle něj ukázal, že si nepřeje mír mezi Ukrajinou a Ruskem. „Pokud bude ohrožena územní celistvost naší země, použijeme na obranu Ruska a našeho lidu všechny dostupné prostředky. Neblafuji,“ uvedl dále Putin.
Ruský ministr obrany Sergej Šojgu téhož dne uvedl, že na Ukrajině zahynulo 5 937 ruských vojáků. Podle odhadů ukrajinské armády to byl k uvedenému datu asi desetinásobek.
Šlo o první mobilizaci v Rusku od konce druhé světové války.

## Průběh mobilizace
Ačkoli prezident Putin zdůraznil, že mobilizace má být částečná a má se týkat mužů s vojenskými zkušenostmi, už druhý den se ukázalo, že mobilizace je mnohem širší. Hlásit se na vojenskou správu měli i lidé bez zkušeností z armády, otcové čtyř a více dětí i muži nad 60 let věku.
Předáním povolávacích rozkazů jsou také trestáni někteří účastníci protiválečných protestů. Častěji než etničtí Rusové jsou odváděni příslušníci menšin.
Podle zprávy britské vojenské rozvědky bude mnoho ruských vojáků zřejmě nasazeno na frontu s minimální přípravou, což pravděpodobně povede k vysokým ztrátám.
Na sociálních sítích se také začaly objevovat stížnosti mobilizovaných na nedostatky ve vybavení, výcviku a nevyhovující ubytování. Logističtí důstojníci mobilizovaným radí, aby si na Ukrajinu koupili vlastní vybavení, lékárničky i potraviny.
V některých oblastech se úřady snaží muže motivovat materiálními nabídkami – mobilizovaní mohou získat např. dobytek, vepřové sádlo či hromadu zelí. Sibiřská republika Tuva nabízí rodině povolaného jednu živou ovci, 50 kg mouky, dva pytle brambor a zelí „v požadovaném množství“. V některých okresech mohou příbuzní odvedenců získat uhlí nebo dřevo na zátop. Na ostrově Sachalin mají muži nárok na pět kilogramů mražených ryb, v Kurganské oblasti na kilo soleného vepřového sádla.
28. října 2022 ruský ministr obrany Sergej Šojgu vydal prohlášení o „ukončení částečné mobilizace.“ Podle jeho tvrzení došlo k povolání „300 000 mobilizovaných, z nichž je 218 000 stále ve výcviku a 82 000 již bylo vysláno na Ukrajinu, z toho polovina se již v rámci jednotek aktivně účastní bojů.“ Prohlásil také, že „žádná další akce v plánu není.“
5. listopadu 2022 ruský prezident Vladimir Putin podepsal dekret dovolující do služby v ruských ozbrojených silách povolat osoby odsouzené za závažnou trestnou činnost, s výjimkou pachatelů pohlavního zneužívání mladistvých a protistátní činnosti.

## Úmrtí mobilizovaných
Dne 13. října, tři týdny po vyhlášení mobilizace, Rusko potvrdilo úmrtí prvních pěti mobilizovaných mužů na frontě. Šlo o vojáky ze Sverdlovské oblasti na Urale, kteří přišli o život u Chersonu. U Lysyčansku byl zabit první zmobilizovaný ruský advokát, Andrej Nikiforov z Petrohradu.
Další mobilizovaní zemřeli, aniž by dojeli na bojiště. Smrt nejméně 16 mužů zůstává neobjasněná, v některých případech šlo podle úřadů o sebevraždy. „Měl zlomený nos a břicho celé modré. Jsem si jistá, že ho tam těžce zbili,“ popsala stav svého syna Zoja Kozlovová z Čeljabinsku poté, co ho tři dny po odvodu přivezla domů sanitka. Nemohl chodit a za další tři dny zemřel.
Ruské ministerstvo obrany na konci září 2022 slíbilo, že na frontu nepošle nevycvičené vojáky. Ruským jednotkám však na dlouhé frontové linii vojáci velice chybějí. "V podmínkách, kdy početní stavy mnoha jednotek mají daleko k předepsaným a ukrajinská armáda se chopila iniciativy na bojišti, nemá ruské velení prostě čas na výcvik záložníků a někdy je musí do bojů na ohrožených úsecích doslova vrhat hned po příjezdu," uvedl komentátor BBC. 
Ruské výcvikové základny navíc nemají kapacitu na tak velké množství mužů. Někde proto chybějí instruktoři i smysluplný program. Nováčci tak místo bojového tréninku absolvují pořadový výcvik a pochodování.

## Reakce

### Exodus z Ruska
Po oznámení mobilizace Rusové začali skupovat letenky zejm. do okolních zemí, jejich cena prudce vzrostla.
Další lidé se zemi snažili urychleně opustit pozemní cestou, vytvořily se několik kilometrů dlouhé fronty na hranicích s Gruzií, Kazachstánem nebo Mongolskem.
Za pět dní od vyhlášení mobilizace uprchlo z Ruska dle opozičního listu Novaja gazeta více než 260 tisíc mužů. Představitelé bezpečnostních složek a silových ministerstev podle deníku navrhli uzavřít hranice.

### Protesty
Hned 21. září 2022, kdy prezident Putin vyhlásil částečnou mobilizaci, svolalo protesty hnutí mládeže Vesna. „Tisíce ruských mužů, našich otců, bratrů a manželů budou vrženy do válečného mlýnku na maso. Za co budou umírat? Proč budou matky a děti prolévat slzy?“ uvedla. S mobilizací podle Vesny přijde válka do každého domu a každé rodiny. Putina obvinila z toho, že „uvrhl Rusko do strašlivého krveprolití, izolace a chudoby“.
Následovaly protesty na řadě míst v Rusku, např. v Moskvě, Petrohradě, Ulan-Ude nebo Jekatěrinburgu. Již první den protestů policie zadržela přes 1000 lidí.
Dosud největší protesty se konaly 25. září 2022 v dagestánské Machačkale. Demonstranti na nich volali „ne válce“ a došlo k jejich střetům s policií. Organizace na ochranu lidských práv OVD-Info uvedla, že po celém Rusku bylo v uplynulých dnech při protestech proti mobilizaci zatčeno přes 2000 lidí.
Téhož dne se v Rjazani jeden muž pokusil upálit, přičemž křičel, že nechce být součástí speciální operace na Ukrajině.

### Útoky na vojenské odvodové úřady
Neznámí pachatelé při odvodech zaútočili na 17 vojenských komisariátů. Na budovy komisariátů ve Svobodném a Chabarovsku na ruském Dálném východě hodili Molotovovy koktejly.
Ve městě Usť-Ilimsk v Irkutské oblasti mladý muž v odvodovém úřadě zahájil palbu. Vedoucí úřadu byl hospitalizován v kritickém stavu, později zemřel.

### Ekonomické dopady
Po oznámení mobilizace prudce klesly ruské akcie. Ruský rubl vůči dolaru spadl nejníže za více než dva měsíce. Na světových trzích se naopak zvýšily ceny ropy a plynu.